# Сантьягу-ду-Эшкорал
Сантьягу-ду-Эшкорал (порт.  Santiago do Escoural) - фрегезия (район) в муниципалитете Монтемор-у-Нову округа Эвора в Португалии. Территория – 138,93 км². Население   – 1 659 жителей. Плотность населения – 11,9 чел/км².